# سوبرهيفي
سوبرهيفي هي مجموعة موسيقية دامت لمدة قصيرة مكونة من مجموعة من النجوم هم ميك جاغر، جوس ستون، ديف ستيوارت، أي.أر. رحمان، و ديميان مارلي. أراد جاغر أن يعرض سوبرهيفي أساليب موسيقية مختلفة، تمتد من الريغي إلى البالاد إلى موسيقى الهند.

## الأعضاء
- ديف ستيوارت – عازف الإيتار الرئيسي
- أي.أر. رحمان – البيانو، المزج، لوحة الأصابح المتواصلة، الغناء، برمجة الطبل
- ميك جاغر – الغناء، الإيتار والهارمونيكا
- داميان مارلي – الغناء والبرمجة
- جوس ستون – الغناء

## روابط خارجية
- سوبرهيفي على موقع ميوزك برينز (الإنجليزية)
- سوبرهيفي على موقع رولينغ ستون (الإنجليزية)
- سوبرهيفي على موقع أول ميوزيك (الإنجليزية)
- سوبرهيفي على موقع ديسكوغز (الإنجليزية)